# Libra palestina
La libra palestina (hebreo: פֿוּנְט פַּלֶשְׂתִינָאִי א"י;  en árabe: جنيه فلسطيني) fue la moneda de curso legal del Mandato Británico de Palestina entre el 1 de noviembre de 1927 hasta el 14 de mayo de 1948 —introducida por la Junta Monetaria de Palestina en lugar de la libra egipcia— y del Estado de Israel entre el 15 de mayo de 1948 y el 23 de junio de 1952, cuando fue reemplazado por la lira o libra israelí. La libra palestina también fue la moneda de Transjordania hasta 1949, cuando fue reemplazada por el dinar jordano, y permaneció en uso en la Cisjordania transjordana hasta 1950. En la Franja de Gaza, la libra palestina continuó circulando hasta abril de 1951, cuando fue reemplazada por la libra egipcia.

## Historia
Hasta 1918, la región que hoy conocemos como Palestina o Israel formaba parte del Imperio otomano, y por lo tanto, se utilizaba la lira turca. Tras el establecimiento del Mandato Británico de Palestina, la libra egipcia circuló junto a la moneda turca hasta 1927. Esta situación llevó a una reforma monetaria, introduciendo la libra palestina con su valor fijado a la libra esterlina. La libra palestina también se declaró de curso legal en el Emirato de Transjordania, que técnicamente formaba parte del Mandato británico, aunque tenía un estatuto de autonomía especial para la administración local. El órgano encargado de emitir la moneda era el Consejo Monetario, que dependía de la Colonial Office. En mayo de 1948 el Consejo Monetario se disolvió al terminar el Mandato británico. El área que ocupaba éste se dividió en distintas entidades políticas: Israel, Jordania, Cisjordania y la Franja de Gaza.
Con el final del Mandato Británico la Junta Monetaria se disolvió en mayo de 1948, pero la libra palestina continuó en circulación durante el período de transición:
- En Israel pasaron cuatro años desde la finalización del Mandato británico hasta que adoptó la lira israelí (o libra israelí), un sistema monetario propio. Entre 1948 y 1952 la libra palestina continuó siendo de curso legal en Israel. En agosto de 1948, se emitieron nuevos billetes impresos por la The Anglo-Palestine Company Limited, propiedad de la Agencia Judía y con sede en Londres.
- En Transjordania la libra palestina fue sustituida por el dinar jordano en 1949.
- En Cisjordania la libra palestina continuó circulando hasta 1950, cuando Cisjordania fue anexada por Transjordania, y el dinar jordano se convirtió en moneda de curso legal allí. Hoy en día el dinar jordano se acepta junto al shéquel israelí.
- En la Franja de Gaza la libra palestina circuló hasta abril de 1951, cuando fue sustituida por la libra egipcia, tres años después de que el ejército egipcio se hiciera con el control del territorio. Hoy en día, la población de Gaza utiliza el shéquel israelí.

En los Acuerdos de Oslo se especificó que la Autoridad Nacional Palestina no podrá emitir su propia moneda, y debería depender de las monedas de Israel y Jordania. Sin embargo, sí podría emitir sellos de correos que utilizaban en términos de la libra palestina.

## Monedas
En 1927 se introdujeron las primeras monedas en denominaciones de 1, 2, 5, 10, 20, 50 y 100 mils. Todas las denominaciones están escritas en hebreo, inglés y árabe. La última acuñación de monedas se realizó en 1946, y todas las monedas fechadas en 1947 se volvieron a fundir.
| Moneda de la libra palestina                | Moneda de la libra palestina                | Moneda de la libra palestina                | Moneda de la libra palestina                | Moneda de la libra palestina                | Moneda de la libra palestina                | Moneda de la libra palestina | Moneda de la libra palestina | Moneda de la libra palestina                | Moneda de la libra palestina                               |
| Emitido por la Junta Monetaria de Palestina | Emitido por la Junta Monetaria de Palestina | Emitido por la Junta Monetaria de Palestina | Emitido por la Junta Monetaria de Palestina | Emitido por la Junta Monetaria de Palestina | Emitido por la Junta Monetaria de Palestina | Emitido por la Junta Monetaria de Palestina | Emitido por la Junta Monetaria de Palestina | Emitido por la Junta Monetaria de Palestina | Emitido por la Junta Monetaria de Palestina                |
| Imagen                                      | Valor                                       | Parámetros técnicos                         | Parámetros técnicos                         | Parámetros técnicos                         | Descripción                                 | Descripción | Descripción | Fecha de la primera emisión                 | Fecha de los años de emisión                               |
| Imagen                                      | Valor                                       | Diámetro                                    |                                             | Composición                                 | Canto                                       | Anverso | Reverso | Fecha de la primera emisión                 | Fecha de los años de emisión                               |
| ------------------------------------------- | ------------------------------------------- | ------------------------------------------- | ------------------------------------------- | ------------------------------------------- | ------------------------------------------- | --- | --- | ------------------------------------------- | ---------------------------------------------------------- |
|                                             | 1 mil                                       | 21 mm                                       | 3.23 g                                      | Bronce                                      | Liso                                        | "Palestina" en hebreo, Inglés y árabe, año de acuñación. En hebreo; también menciona el acrónimo (א״י) de Eretz Yisrael (Tierra de Israel).                | Valor en hebreo, Inglés y árabe, rama de olivo | 1927                                        | 1927, 1935, 1937, 1939, 1940, 1941, 1942, 1943, 1944, 1946 |
|                                             | 2 mils                                      | 28 mm                                       | 7.77 g                                      | Bronce                                      | Liso                                        | "Palestina" en hebreo, Inglés y árabe, año de acuñación. En hebreo; también menciona el acrónimo (א״י) de Eretz Yisrael (Tierra de Israel).                | Valor en hebreo, Inglés y árabe, rama de olivo | 1927                                        | 1927, 1941, 1942, 1945, 1946                               |
|                                             | 5 mils                                      | 20 mm                                       | 2.91 g                                      | Cuproníquel                                 | Liso                                        | "Palestina" en hebreo, Inglés y árabe, año de acuñación. En hebreo; también menciona el acrónimo (א״י) de Eretz Yisrael (Tierra de Israel).                | Valor en hebreo, Inglés y árabe | 1927                                        | 1927, 1934, 1935, 1939, 1941, 1946                         |
|                                             | 5 mills                                     | 20 mm                                       | 2.9                                         | Bronce                                      | Liso                                        | "Palestina" en hebreo, Inglés y árabe, año de acuñación. En hebreo; también menciona el acrónimo (א״י) de Eretz Yisrael (Tierra de Israel).                | Valor en hebreo, Inglés y árabe | 1942                                        | 1942, 1944                                                 |
|                                             | 10 mils                                     | 27 mm                                       | 6.47 g                                      | Cuproníquel                                 | Liso                                        | "Palestina" en hebreo, Inglés y árabe, año de acuñación. En hebreo; también menciona el acrónimo (א״י) de Eretz Yisrael (Tierra de Israel).                | Valor en hebreo, Inglés y árabe | 1927                                        | 1927, 1933, 1934, 1935, 1937, 1939, 1940, 1941, 1942, 1946 |
|                                             | 10 mils                                     | 27 mm                                       | 6.47                                        | Bronce                                      | Liso                                        | "Palestina" en hebreo, Inglés y árabe, año de acuñación. En hebreo; también menciona el acrónimo (א״י) de Eretz Yisrael (Tierra de Israel).                | Valor en hebreo, Inglés y árabe | 1942                                        | 1942, 1943                                                 |
|                                             | 20 mils                                     | 30.5 mm                                     | 11.33 g                                     | Cuproníquel                                 | Liso                                        | "Palestina" en hebreo, Inglés y árabe, año de acuñación. En hebreo; también menciona el acrónimo (א״י) de Eretz Yisrael (Tierra de Israel).                | Valor en hebreo, Inglés y árabe | 1927                                        | 1927, 1933, 1934, 1935, 1940, 1941                         |
|                                             | 20 mils                                     | 30.5 mm                                     | 11.3                                        | Bronce                                      | Liso                                        | "Palestina" en hebreo, Inglés y árabe, año de acuñación. En hebreo; también menciona el acrónimo (א״י) de Eretz Yisrael (Tierra de Israel).                | Valor en hebreo, Inglés y árabe | 1942                                        | 1942, 1944                                                 |
|                                             | 50 mils                                     | 23.5 mm                                     | 5.83 g                                      | 720‰ Plata                                  | Estriado                                    | "Palestina" en hebreo, Inglés y árabe, año de acuñación, rama de olivo. En hebreo; también menciona el acrónimo (א״י) de Eretz Yisrael (Tierra de Israel). | Valor en hebreo, Inglés y árabe | 1927                                        | 1927, 1931, 1933, 1934, 1935, 1939, 1940, 1942, 1943       |
|                                             | 100 mils                                    | 29 mm                                       | 11.66 g                                     | 720‰ Plata                                  | Estriado                                    | "Palestina" en hebreo, Inglés y árabe, año de acuñación, rama de olivo. En hebreo; también menciona el acrónimo (א״י) de Eretz Yisrael (Tierra de Israel). | Valor en hebreo, Inglés y árabe | 1927                                        | 1927, 1931, 1933, 1934, 1935, 1939, 1940, 1942, 1943       |
| Emitido por el Estado de Israel             |                                             |                                             |                                             |                                             |                                             | | |                                             |                                                            |
| Imagen                                      | Valor                                       | Parámetros técnicos                         | Parámetros técnicos                         | Parámetros técnicos                         | Descripción                                 | Descripción | Descripción | Fecha de la primera emisión                 | Fecha de los años de emisión                               |
| Imagen                                      | Valor                                       | Diámetro                                    | Peso                                        | Composición                                 | Canto                                       | Anverso | Reverso | Fecha de la primera emisión                 | Fecha de los años de emisión                               |
|                                             | 1 pruta                                     | 21 mm                                       | 1.3 g                                       | Aluminio                                    | Liso                                        | Ancla; "Israel" en hebreo y árabe. El diseño se basa en una moneda de Alejandro Janneo (76-103 aC).                                                        | La denominación "1 Pruta" y la fecha en hebreo; dos ramas de olivo estilizadas alrededor del canto.                                                                                                 | 25 de octubre de 1950                       | 5709 (1949)                                                |
|                                             | 5 pruta                                     | 20 mm                                       | 3.2 g                                       | Bronce                                      | Liso                                        | Lira de cuatro cuerdas; "Israel" en hebreo y árabe. El diseño se basa en una moneda de la Revuelta de Bar-Kochba (132-135 eC).                             | La denominación "5 Pruta" y la fecha en hebreo; dos ramas de olivo estilizadas alrededor del canto.                                                                                                 | 28 de diciembre de 1950                     | 5709 (1949)                                                |
|                                             | 10 pruta                                    | 27 mm                                       | 6.1g                                        | Bronce                                      | Liso                                        | Ánfora de dos mangos;; "Israel" en hebreo y árabe. El diseño se basa en una moneda de la Revuelta de Bar-Kochba (132-135 eC).                              | La denominación "10 Pruta" y la fecha en hebreo; dos ramas de olivo estilizadas alrededor del canto.                                                                                                | 4 de enero de 1950                          | 5709 (1949)                                                |
|                                             | 25 mil                                      | 30 mm                                       | 3.8 g                                       | Aluminio                                    | Liso                                        | Racimo de uvas, basado en monedas acuñadas durante la Revuelta de Bar-Kochba (132-135 EC); "Israel" en hebreo arriba y en árabe abajo.                     | La denominación "25 Mil" en hebreo y árabe; fecha en hebreo a continuación; dos ramas de olivo estilizadas alrededor, basadas en monedas acuñadas durante la Revuelta de Bar Kokhba (132-135 d. C.) | 6 de abril de 1949                          | 5708 (1948), 5709 (1949)                                   |
|                                             | 25 pruta                                    | 19.5 mm                                     | 2.8 g                                       | Cuproníquel                                 | Estriado                                    | Racimo de uvas, basado en monedas acuñadas durante la Revuelta de Bar-Kochba (132-135 EC); "Israel" en hebreo arriba y en árabe abajo.                     | Valor y fecha en hebreo dentro de la corona. | 4 de enero de 1950                          | 5709 (1949)                                                |
|                                             | 50 pruta                                    | 23.5 mm                                     | 5.69 g                                      | Cuproníquel                                 | Estriado                                    | Una rama de Hoja de parra. | Valor y fecha dentro de la corona formada por dos ramas de olivo estilizadas formando un círculo alrededor del perímetro.                                                                           | 11 de mayo de 1949                          | 5709 (1949)                                                |
|                                             | 100 pruta                                   | 28.5 mm                                     | 11.3 g                                      | Cuproníquel                                 | Estriado                                    | Palmera datilera con siete ramas y dos racimos de dátiles. El nombre del país aparece en y árabe.                                                          | Valor y fecha en hebreo dentro de una corona de ramas de olivo estilizadas. | 25 de mayo de 1949                          | 5709 (1949)                                                |
|                                             | 250 pruta                                   | 32.2 mm                                     | 14.1 g                                      | Cuproníquel                                 | Estriado                                    | Tres ramas de palma; "Israel" en hebreo y árabe. El diseño se basa en una moneda acuñada durante la Gran Revuelta (66 - 70 CE).                            | La denominación "250 Pruta" y la fecha en hebreo; dos ramas de olivo estilizadas alrededor del canto.                                                                                               | 11 de octubre de 1950                       | 5709 (1949)                                                |

## Billetes de 1927 - 1945
En circulación desde el 1 de noviembre de 1927, la Junta Monetaria de Palestina introdujo los billetes en denominaciones de 500 mils, 1, 5, 10, 50 y 100 libras. Los billetes se emitieron con fechas de hasta el 15 de agosto de 1945. Las emisiones de los billetes se llevaron a cabo según fuera necesario, además de los billetes emitidos anteriormente de una denominación determinada. Un total de 22 emisiones de billetes fueron emitidas entre 1927 y 1945. En 1934, sólo 56 billetes de 100 libras estaban en circulación en el Mandato británico de Palestina. Era mucho dinero. Por ejemplo, el salario de un policía era de 4 libras por mes, el jefe de la aldea (mukhtar) recibía un salario mensual de 2 libras de la administración civil, los honorarios de un abogado podía ser de entre 3 a 10 libras, los costos legales de 4 a 15 libras, por robar electricidad se esperaba una multa de 1 a 5 libras. Hasta el 15 de septiembre de 1948, se llevó a cabo un intercambio por la libra palestina del Banco Anglo-Palestino a una tasa de 1:1.
En la tabla, los billetes están dispuestos a su valor nominal con un valor creciente.
| Billetes de libra palestina                                                                                                  | Billetes de libra palestina                 | Billetes de libra palestina                 | Billetes de libra palestina                 | Billetes de libra palestina                 | Billetes de libra palestina                                                          | Billetes de libra palestina                                                         | Billetes de libra palestina                                                         | Billetes de libra palestina                 | Billetes de libra palestina                 |
| Emitido por la Junta Monetaria de Palestina                                                                                  | Emitido por la Junta Monetaria de Palestina | Emitido por la Junta Monetaria de Palestina | Emitido por la Junta Monetaria de Palestina | Emitido por la Junta Monetaria de Palestina | Emitido por la Junta Monetaria de Palestina                                          | Emitido por la Junta Monetaria de Palestina                                         | Emitido por la Junta Monetaria de Palestina                                         | Emitido por la Junta Monetaria de Palestina | Emitido por la Junta Monetaria de Palestina |
| Imagen | Imagen                                      | Valor                                       | Dimensiones                                 | Color principal                             | Descripción                                                                          | Descripción                                                                         | Descripción                                                                         | Fecha de la primera emisión                 | Cantidad circulada al final del Mandato     |
| Anverso | Reverso                                     | Valor                                       | Dimensiones                                 | Color principal                             | Anverso                                                                              | Reverso                                                                             | Filigrana                                                                           | Fecha de la primera emisión                 | Cantidad circulada al final del Mandato     |
| --- | ------------------------------------------- | ------------------------------------------- | ------------------------------------------- | ------------------------------------------- | ------------------------------------------------------------------------------------ | ----------------------------------------------------------------------------------- | ----------------------------------------------------------------------------------- | ------------------------------------------- | ------------------------------------------- |
| 500 mils |                                             | 500 mils                                    | 127 × 76 mm                                 | Púrpura                                     | Tumba de Raquel                                                                      | Citadela y Torre de David                                                           | Rama de olivo                                                                       | 1 de septiembre de 1927                     | 1,872,811                                   |
| Anverso de 1 libra |                                             | 1 libra                                     | 166 × 89 mm                                 | Verde amarillento                           | Cúpula de la Roca                                                                    | Citadela y Torre de David                                                           | Rama de olivo                                                                       | 1 de septiembre de 1927                     | 9,413,578                                   |
| |                                             | 5 libras                                    | 192 × 103 mm                                | Rojo                                        | Torre de Ramla                                                                       | Citadela y Torre de David                                                           | Rama de olivo                                                                       | 1 de septiembre de 1927                     | 3,909,230                                   |
| 10 libras |                                             | 10 libras                                   | 192 × 103 mm                                | Azul                                        | Torre de Ramla                                                                       | Citadela y Torre de David                                                           | Rama de olivo                                                                       | 1 de septiembre de 1927                     | 2,004,128                                   |
| |                                             | 50 libras                                   | 192 × 103 mm                                | Púrpura                                     | Torre de Ramla                                                                       | Citadela y Torre de David                                                           | Rama de olivo                                                                       | 1 de septiembre de 1927                     | 20,577                                      |
| 100 libras |                                             | 100 libras                                  | 192 × 103 mm                                | Verde                                       | Torre de Ramla                                                                       | Citadela y Torre de David                                                           | Rama de olivo                                                                       | 1 de septiembre de 1927                     | 1,587                                       |
| "Palestina" en hebreo, inglés y árabe. En hebreo; también se menciona el acrónimo (א״י) de Eretz Yisrael (Tierra de Israel). |                                             |                                             |                                             |                                             |                                                                                      |                                                                                     |                                                                                     |                                             |                                             |
| Emitido por el The Anglo-Palestine Bank Limited (Estado de Israel)                                                           |                                             |                                             |                                             |                                             |                                                                                      |                                                                                     |                                                                                     |                                             |                                             |
| Imagen | Imagen                                      | Valor                                       | Dimensiones                                 | Color principal                             | Descripción                                                                          | Descripción                                                                         | Descripción                                                                         | Fecha de                                    | Fecha de                                    |
| Anverso | Reverso                                     | Valor                                       | Dimensiones                                 | Color principal                             | Anverso                                                                              | Reverso                                                                             | Reverso                                                                             | Emisión                                     | Cese de curso legal                         |
| |                                             | 500 mils                                    | 148 x 72 mm                                 | Gris-rosa                                   | Guillochés; la denominación y "The Anglo-Palestine Bank Limited" en hebreo e inglés. | Guillochés; la denominación y "The Anglo-Palestine Bank Limited" en árabe e inglés. | Guillochés; la denominación y "The Anglo-Palestine Bank Limited" en árabe e inglés. | 18 de agosto de 1948                        | 23 de junio de 1952                         |
| |                                             | 1 pound                                     | 100 x 75 mm                                 | Azul-verde                                  | Guillochés; la denominación y "The Anglo-Palestine Bank Limited" en hebreo e inglés. | Guillochés; la denominación y "The Anglo-Palestine Bank Limited" en árabe e inglés. | Guillochés; la denominación y "The Anglo-Palestine Bank Limited" en árabe e inglés. | 18 de agosto de 1948                        | 23 de junio de 1952                         |
| |                                             | 5 libras                                    | 105 x 68 mm                                 | Marrón                                      | Guillochés; la denominación y "The Anglo-Palestine Bank Limited" en hebreo e inglés. | Guillochés; la denominación y "The Anglo-Palestine Bank Limited" en árabe e inglés. | Guillochés; la denominación y "The Anglo-Palestine Bank Limited" en árabe e inglés. | 18 de agosto de 1948                        | 23 de junio de 1952                         |
| |                                             | 10 libras                                   | 150 x 80 mm                                 | Rojo                                        | Guillochés; la denominación y "The Anglo-Palestine Bank Limited" en hebreo e inglés. | Guillochés; la denominación y "The Anglo-Palestine Bank Limited" en árabe e inglés. | Guillochés; la denominación y "The Anglo-Palestine Bank Limited" en árabe e inglés. | 18 de agosto de 1948                        | 23 de junio de 1952                         |
| |                                             | 50 libras                                   | 159 x 84 mm                                 | Violeta                                     | Guillochés; la denominación y "The Anglo-Palestine Bank Limited" en hebreo e inglés. | Guillochés; la denominación y "The Anglo-Palestine Bank Limited" en árabe e inglés. | Guillochés; la denominación y "The Anglo-Palestine Bank Limited" en árabe e inglés. | 18 de agosto de 1948                        | 23 de junio de 1952                         |

El billete de 100 libras equivalía al salario de 40 meses de un trabajador calificado en Palestina. Actualmente seis de ellos están desaparecidos y se sabe que cuatro existen en manos de coleccionistas. Sus números de serie y fechas son:
- A000719 - 1 de septiembre de 1927
- A000935 - 1 de septiembre de 1927
- A001020 – 30 de septiembre de 1929
- A001088 – 30 de septiembre de 1929